# Michel Garnier

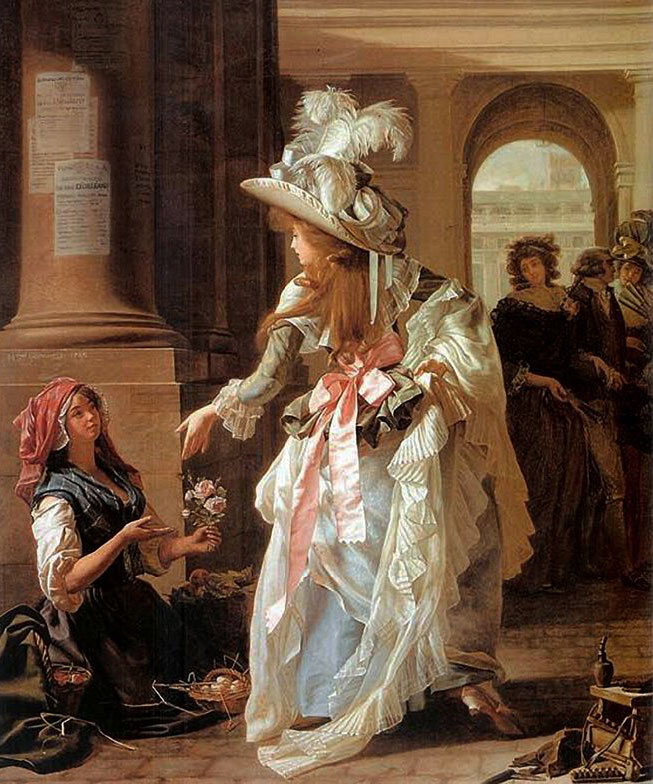
Kurtisane und Bauernmädchen unter den Arkaden des Palais Royal, 1787 (Los Angeles County Museum of Art).

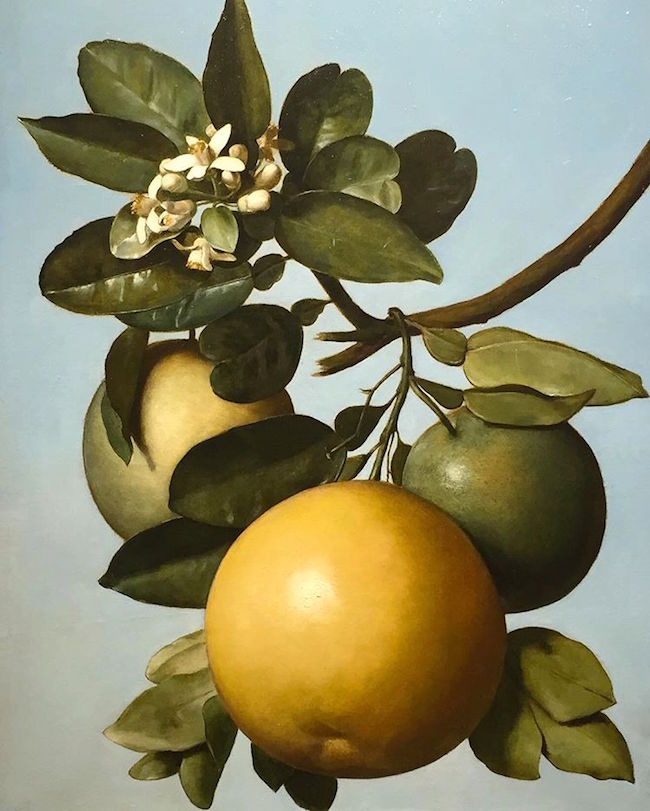
Pampelmusen, ca. 1803 (Kunsthandel).

Michel Garnier (* 21. Januar 1753 in Saint-Cloud; † 1829 in Versailles) war ein französischer Maler und wissenschaftlicher Illustrator. Sein Werk umfasst Genreszenen, Porträts und Darstellungen tropischer Nutzpflanzen. Letztere entstanden während eines neunjährigen Aufenthalts auf Mauritius.

## Leben und Werk

### Im Dienst der Orléans
Als ältester Sohn von Michel Garnier, der auf Schloss Saint-Cloud das Parkett pflegte, und von dessen Ehefrau Élisabeth geborener Hubert wuchs der spätere Maler buchstäblich unter Bildern auf. Sein Pate war Kammerdiener des Schlossherrn, des Herzogs von Orléans. Später diente der Vater dessen Sohn, dem Herzog von Chartres, und auch Garnier selber stand anfangs im Dienst des Hauses Orléans, dieses oppositionellen Nebenzweigs des französischen Königshauses, der in Paris das Palais Royal besaß.
Der Künstler erhielt seine Ausbildung wohl erst in vorgerücktem Alter. Laut den Katalogen der Salons von 1796 und 1799 war er Schüler des Direktors der Königlichen Akademie der Malerei und Bildhauerei, Jean-Baptiste-Marie Pierre (1714–1789), nach anderen Angaben von Louis-Jean-Jacques Durameau (1733–1796) und eventuell von Charles Lepeintre (1735–1803). Beeinflusst haben dürften ihn Greuze, David, Marguerite Gérard und Boilly. 1779–1781 gehörte er der Freimaurerloge Saint-Louis an. Sein frühestes bekanntes Werk datiert von 1781, als er bereits 28-jährig war. Es handelt sich um ein Porträt des Herzogs von Chartres (ab 1785 Herzog von Orléans), das diesen als Großmeister des Grand Orient de France zeigt. 1784 signierte Garnier als „Maler Seiner Hoheit Durchlaucht des Herzogs von Chartres“. 1785/86 malte er weibliche Porträts in Gouache, spezialisierte sich dann aber auf
Genreszenen kleinen und mittleren Formats.
Aus der Sammlung der Herzöge von Orléans stammt die 1787 entstandene Rückenansicht einer hinreißend aufgemachten rothaarigen Kurtisane, die durch die Arkaden des Palais Royal stolziert. Zu ihren Füßen sitzt ein Bauernmädchen, das einen Rosenzweig – Symbol seiner Jungfräulichkeit – feilbietet. Das Werk zeigt die schreiende Ungleichheit unter dem Ancien Régime, die Verlockungen des Luxus und dessen moralische Fragwürdigkeit. Auf der Säule links sind oberhalb von Garniers Signatur Erlasse des Ersten Prinzen von Geblüt zu sehen. Für die Darstellung einer jungen Harfenistin aus dem Jahr 1788 wurden 2014 bei Christie’s 360 000 Euro bezahlt.

### Gemälde wie Tableaux vivants

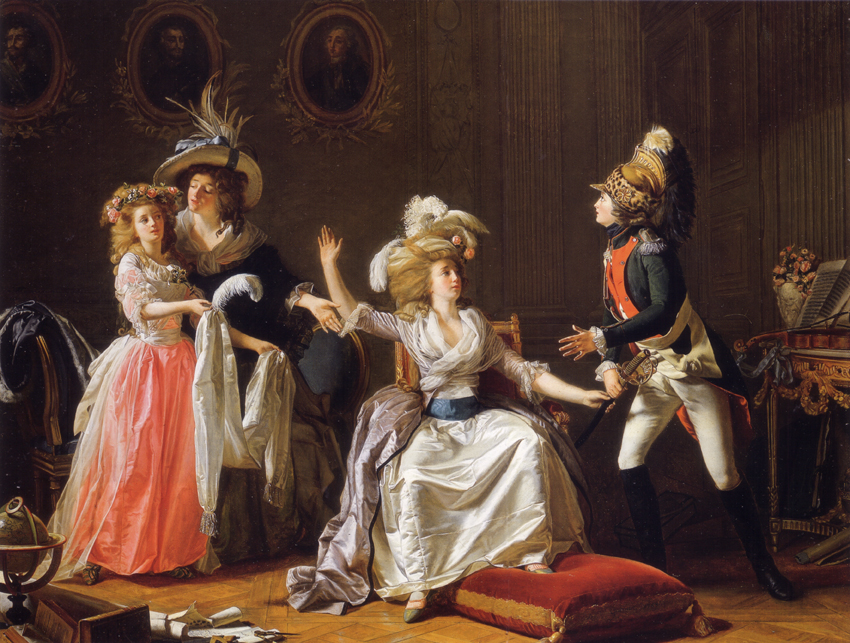
Saint-Marcs Abschied, 1788 (Christie’s).

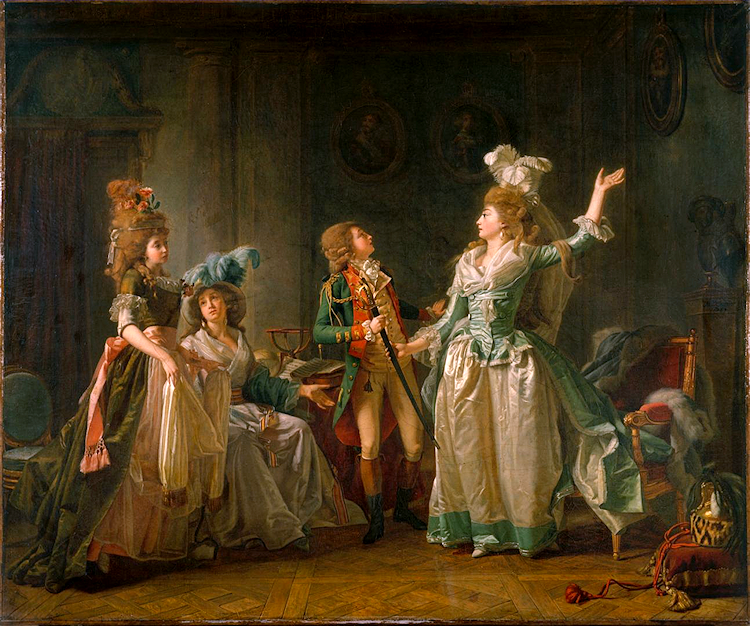
Saint-Marcs Abschied, 1789 (Musée Carnavalet, Paris).

Der Dramatiker und Librettist Jean-Paul-André Razins, marquis de Saint-Marc (1728–1818), welcher 1788 bei Garnier ein Gemälde in Auftrag gab, gehörte der Loge Saint-Jean du Contrat-Social an. Das Bild zeigt ihn, wie er im Österreichischen Erbfolgekrieg als erst 16-jähriger Offizier der Dragons de la Maison du Roi von der Familie Abschied nimmt, um bald darauf von Ludwig XV. für seine Tapferkeit in der Schlacht bei Fontenoy ausgezeichnet zu werden. Eine Erzieherin tröstet die noch jüngere Verlobte Saint-Marcs, die diesem eine weiße Schärpe und eine weiße Helmfeder reicht. Während der Jüngling wehmütig zur Geliebten blickt, ermahnt ihn die Mutter zur Tapferkeit, indem sie auf die Porträts seiner Ahnen zeigt. Und anders als in Saint-Marcs Epistel über die Ritterschaft, die der Katalog seiner Gemäldesammlung im Zusammenhang mit dem Bild erwähnt, ist es nicht die Geliebte, welche den Jüngling bewaffnet, sondern die Mutter. Das Ganze gleicht wie die Genreszenen des Künstlers einem kunstvoll beleuchteten Tableau vivant, das von perfekt (im Stil der 1780er Jahre) gekleideten und frisierten Personen dargestellt wird. Eine 1789 entstandene Variante des Gemäldes zeigt die Mutter in stehender, die Erzieherin in sitzender Position.
Nach der Revolution porträtierte Garnier die künftige Gattin Napoleons und Kaiserin der Franzosen Joséphine de Beauharnais in blauweißroter Kleidung, wie sie am ersten Jahrestag des Bastillesturms getragen wurde.

### Ein Gegenstück zu Fragonard

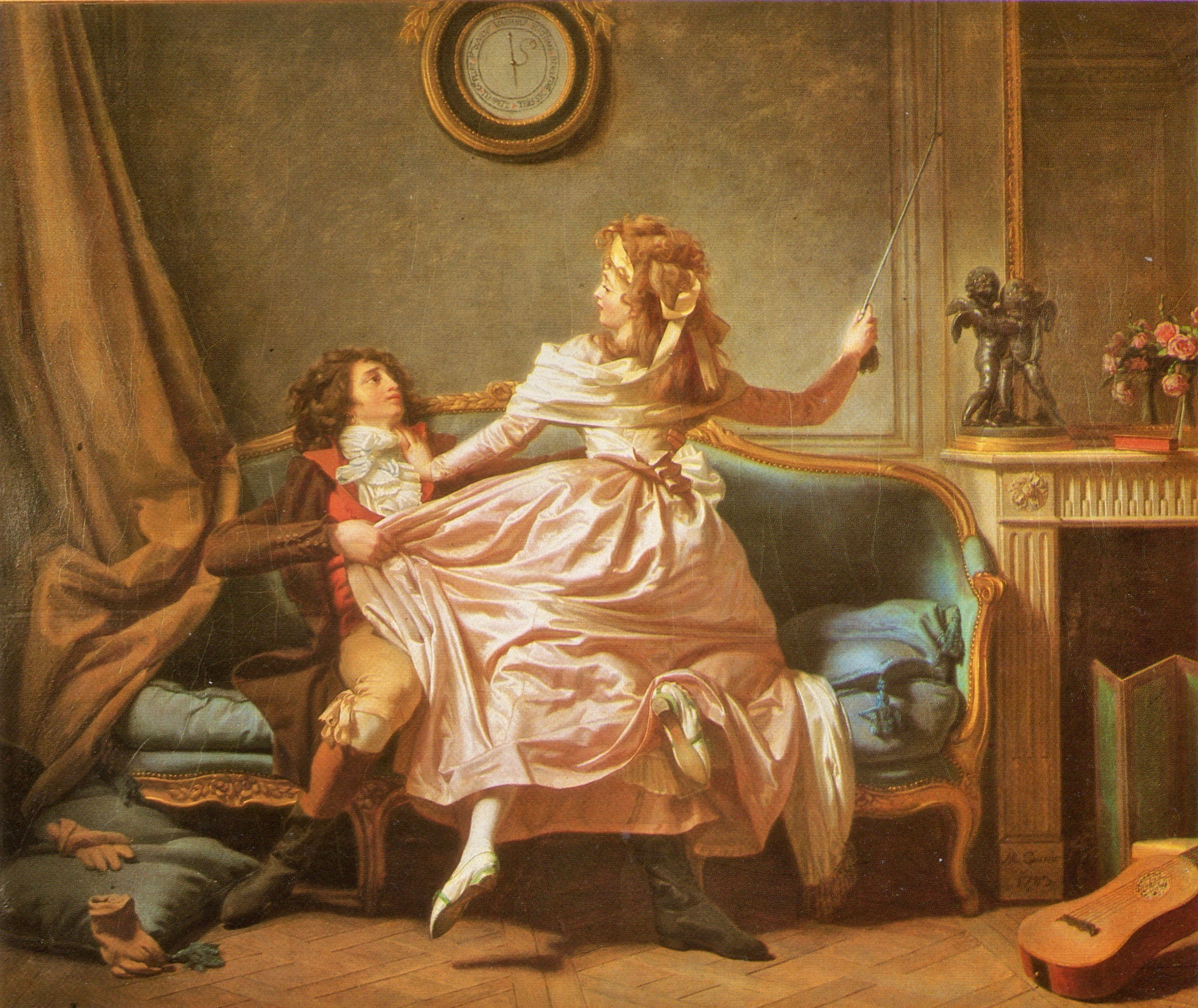
Sanfter Widerstand, 1793 (ehemals Sammlung Didier Aaron).

Garniers Genrebilder sind galant bis dezent erotisch, lebendig und gefühlvoll bis hin zur Theatralik, manchmal moralisierend, aber nie satirisch und zeichnen sich durch eine minutiöse Wiedergabe von Kostüm und Dekor aus.
Eine Atelierszene aus den 1790er Jahren zeigt einen Maler in Rückenansicht. Ob es sich um ein Selbstbildnis handelt, wissen wir nicht und ebenso wenig, ob die dargestellten Besucher und Repliken antiker Statuen zu Garniers realer Umgebung gehörten.
Von hoher Qualität ist der Sanfte Widerstand (La douce résistance) von 1793. Der Gesichtsausdruck der Personen, die Eroten auf dem Kaminsims und das auf „veränderlich“ stehende Barometer an der Wand signalisieren, dass sich die dargestellte Auseinandersetzung trotz Kampfspuren und Griff nach dem Klingelzug (den ein phantasievoller Interpret mit einem Geigenbogen verwechselte) unter Liebenden abspielt. Aufschlussreich ist ein Vergleich mit Fragonards Riegel (Le verrou) aus den 1770er Jahren: Bei dem Rokokomaler wird die Moral ausgesperrt, bei Garnier die Leidenschaft in die Schranken gewiesen. Während dort weggeworfene Blumen am Boden liegen, nimmt hier – ebenfalls am rechten Bildrand – eine Vase mit Rosen den Ehrenplatz vor dem Spiegel ein.

### Vorwurf der Frivolität

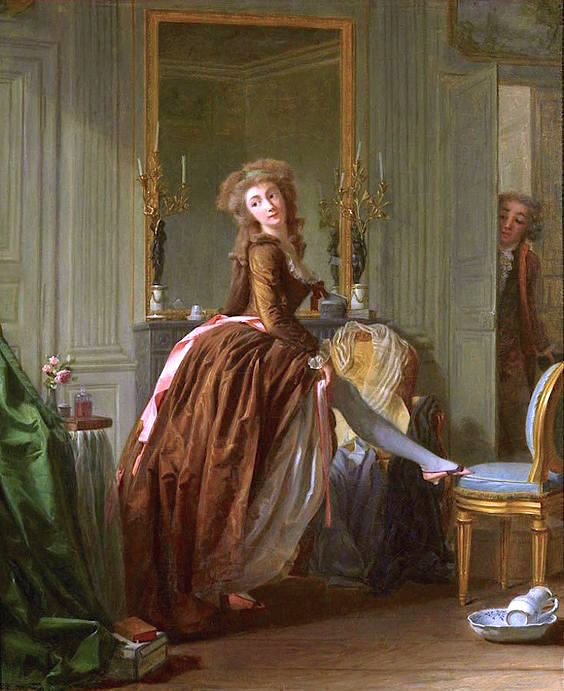
Junge Frau bei der Toilette, 1796 (Kunsthandel).

Wie andere Kunstschaffende, die nicht der Akademie angehört hatten, konnte Garnier nun auch am Salon im Louvre teilnehmen, wo er 1793–1799 mit insgesamt elf Genrebildern vertreten war. Drei weitere Werke dieser Gattung stellte er 1797 im Élysée-Palast aus. 1793 fand ein Kritiker beim einen seiner Ausstellungsstücke (Die gute Mutter) die Farben verführerisch, aber nicht natürlich, die Hände eines Mädchens ungleich und die Figuren kurz, beim andern (Warten auf den Geliebten) Kopf und Haltung der weiblichen Hauptperson dem Thema angemessen, Farben und Gewänder jedoch wenig geschmackvoll. Ohne Einschränkung lobte ein anderer Autor 1795 die Darstellung einer Frau, die ihrer Bedienten einen diskret abzuliefernden Brief übergibt. Nicht minder gefiel ihm ein Bild, auf dem ein Mann aus dem Volk eine Dame durch einen Abwassergraben trägt. Doch dann stieß die scheinbare Oberflächlichkeit von Garniers Werken auf Ablehnung: 1796 bezeichnete die Décade philosophique, littéraire et politique ein Frühstück mit frischen Eiern als „Ungezogenheit (polissonnerie) à la française“, wie sie vor fünfzehn oder zwanzig Jahren Mode gewesen sei. Der Mercure français fügte bei, das Thema sei zu freizügig und zu schlecht ausgeführt. 1798 schrieb dieselbe Zeitschrift, Garniers Bilder erinnerten an die frivolen Komödien von Beaumarchais und vermittelten den Eindruck, Frankreichs Gesellschaft bestehe aus lauter betrogenen Ehemännern, gefallenen Mädchen und blinden Müttern.
Ein Gemälde von 1796, das eine junge Frau bei der Toilette zeigt, wirft Fragen auf: Zieht die Schöne den Strumpf an oder aus? Warum hat sie sich (mit dem Geschirr am Boden) im Intimbereich gewaschen? Ist der Zaungast ihr Ehemann oder ein Liebhaber? Wendet sie den Kopf von ihm ab, um zu betrachten (das Wehen des Vorhangs) oder um betrachtet zu werden? Versteckt sich hinter dem Vorhang, der in gefährliche Nähe der Vase mit dem Rosenzweig geraten ist, gar eine dritte Person?

### Ein Jahrzehnt auf Mauritius

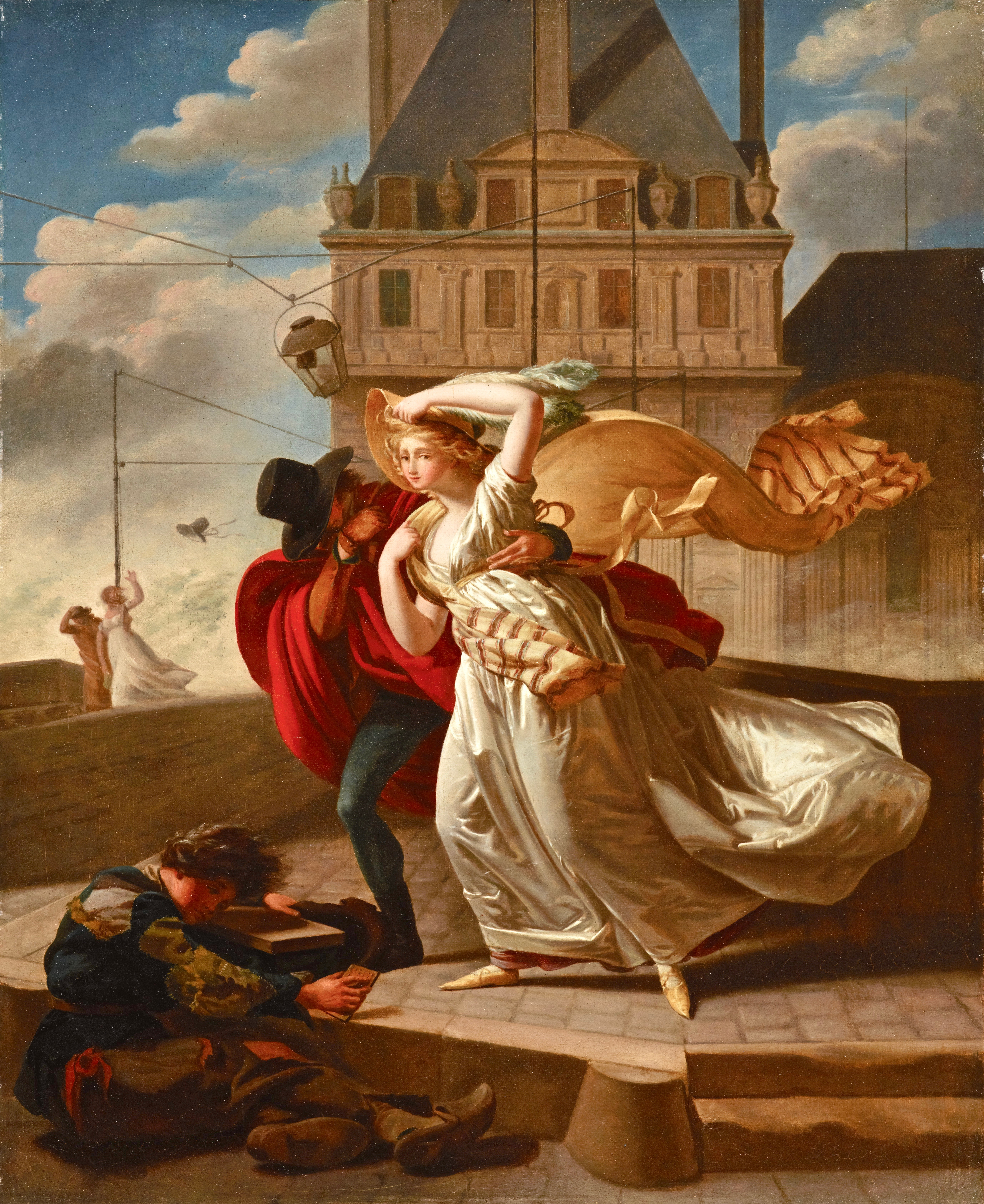
Windstoß auf dem Pont Royal, ca. 1799 (Dallas Museum of Art).

Garnier scheint den Vorwurf der Frivolität ernst genommen zu haben: Auf der Darstellung eines Windstoßes auf dem Pont Royal (damals Pont National), die er im Salon von 1799 ausstellte, ist die Natur die einzige Intrigantin. Darüber hinaus zeichnet sich das Bild durch eine neue Dynamik und eine einfachere Malweise aus. Ein vor Angehörigen der Jeunesse dorée am Boden liegender Schuhputzer hat wie das Bauernmädchen bei der Kurtisane von 1787 die Funktion einer Kontrastfigur.
Schließlich brach der Künstler ganz mit seiner Vergangenheit, indem er im Jahr 1800 auf der Korvette Le Naturaliste (Der Naturforscher) an Nicolas Baudins Expedition nach Australien teilnahm. Dies aber nur, bis man 1801 die Île de France (das heutige Mauritius) erreichte. Garnier und zwei Naturforscher wurden von Baudin beschuldigt, nach der Ankunft auf der Insel unter dem Vorwand der Erkrankung „frivolen Vergnügungen“ nachgegangen zu sein. Nach dem Reisebericht eines der beiden Mitbeschuldigten zu schließen, entsprach dies aber nicht den Tatsachen. Auch viele andere Besatzungsmitglieder fühlten sich den Strapazen der Weiterreise nicht gewachsen und blieben auf Mauritius. Garnier erteilte dort Zeichenunterricht und porträtierte Kolonisten, die unter Einsatz von Sklaven das damalige Luxusgut Zucker produzierten. Möglicherweise zusammengehörige Porträts eines Mannes und einer Frau sind kürzlich im Kunsthandel aufgetaucht. Auf dem 1958 in Stockholm gezeigten Gemälde Die Hängematte lassen sich zwei weiße Frauen in einem Salon von einem Schwarzen schaukeln.
Garnier beteiligte sich an der Gründung einer Gesellschaft zur Erforschung der Insel. Ob er jener der drei abgesprungenen Künstler war, welcher gleich Haus, Land und Sklaven kaufte? Jedenfalls schlug er 1804 ein Angebot aus, nach Frankreich zurückzukehren. Vielleicht vom botanischen Garten von Pamplemousses inspiriert, der schon damals zu den Sehenswürdigkeiten von Mauritius gehörte, schuf er überraschend modern anmutende Darstellungen tropischer Nutzpflanzen. Dabei könnte er mit Louis-Marc-Antoine Robillard d’Argentelle (1777–1828) zusammengearbeitet haben, der ab 1803 entsprechende Wachsmodelle anfertigte. Während fünf Jahren ließ sich Garnier von Schwarzen melden, wo bestimmte Früchte reiften, damit er diese zum richtigen Zeitpunkt malen konnte.

### Ein unverkäuflicher Schatz

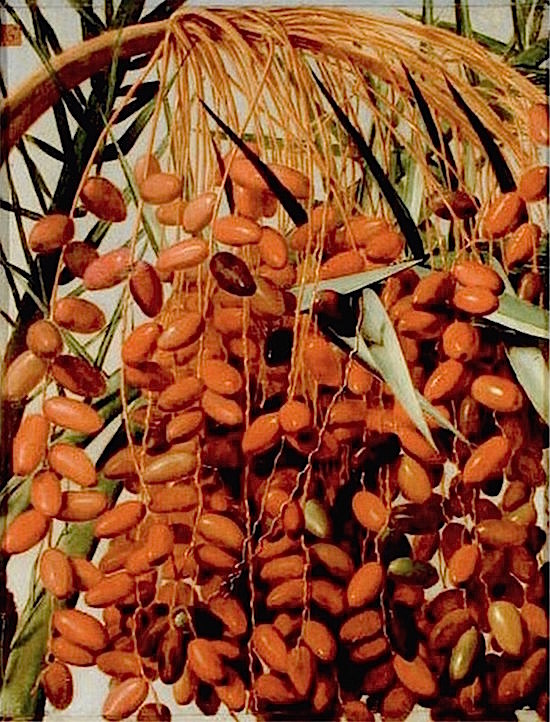
Fruchtdolde der Großen Dattelpalme (Muséum d’histoire naturelle).

Als Englands Mauritiusfeldzug bevorstand, entschloss sich Garnier zur Rückkehr nach Frankreich. Doch die Flûte La Confiance (Die Zuversicht), auf der er sich Ende 1809 einschiffte, wurde kurz vor Erreichen des Ziels von der Royal Navy aufgebracht. Der Künstler soll dabei fast 200 000 Francs verloren haben, zwei Drittel davon in Form von Kolonialwaren, dazu fünf Kisten mit naturgeschichtlichen Objekten. Er durfte nur einen Koffer behalten, in den er seine Pflanzenbilder packte. Krank und nicht mehr imstande zu malen, bot er diese 1812 Napoleons Innenminister an. Zwar befürworteten die Fachleute des Muséum d’histoire naturelle den Ankauf, doch waren die verlangten 30 000 Francs zur Zeit des Russlandfeldzugs nicht aufzutreiben.
Einen Teil der Bilder stellte Garnier im Salon von 1814 aus. Im Jahr darauf veröffentlichte er einen Catalogue d’une collection de plus de deux cents fruits de l’Asie, de l’Afrique et de l’Amérique, acclimatisés aux îles de France et de Bourbon (Katalog einer Sammlung von über zweihundert auf Mauritius und La Réunion akklimatisierten Früchten Asiens, Afrikas und Amerikas), den er an Liebhaber der Naturgeschichte versandte. Daraus geht hervor, dass die Früchte in natürlicher Größe an Ort und Stelle gemalt waren, in Gruppen, mit ihren Blättern, wie sie auf dem Baum aussahen. Von jeder war eine aufgeschnitten, um das Innere zu zeigen. Es handelte sich um 140 Ölgemälde von rund 50 × 40 cm Größe und um 47 Zeichnungen. 1819 bot Garnier die Sammlung nochmals dem Staat an – zum halben Preis, aber erfolglos.
Erst 1851 sicherte sich das Muséum d’histoire naturelle 90 und 1876 weitere 37 der teilweise unvollendeten Werke, mehrere davon in leicht beschädigtem Zustand. Sie kosteten gerade einmal drei Francs das Stück. Dabei befanden sich darunter manche, die sich durch große Delikatesse der Farben und schöne Lichteffekte auszeichnen. Der Zweig eines Kaffeestrauchs etwa erinnert an Caravaggios Früchtekorb (Pinacoteca Ambrosiana). Die Fruchtdolde der Großen Dattelpalme nimmt in ihrer Ausschnitthaftigkeit die Ästhetik der Farbfotografie vorweg. Die in Privatbesitz gelangten Pampelmusen erzielten 2015 bei Christie’s 170 000 Euro.

### Privatleben
Von Garniers erster Frau Louise-Gabrielle Milon wissen wir nur, dass er sie durch den Tod verlor. Damit könnte zusammenhängen, dass er laut seinem Freund Coupin de La Couperie an der Baudin-Expedition teilnahm, „um sich von bitteren Sorgen abzulenken“. Nach der Rückkehr aus Mauritius wurde er in Paris Vater zweier unehelicher Kinder, Louise-Flore (* 1813) und Michel-Eugène (* 1814). Legitimiert wurden diese, als der nunmehr 68-jährige „Rentier“ 1821 deren 26 Jahre jüngere Mutter Louise Petit geschiedene Belhomme heiratete. Dies in Versailles, wo er seit fünf Jahren lebte. Zu den Trauzeugen gehörte der 24-jährige Jurastudent Achille Garnier – ein in Frankreich zurückgelassener Sohn aus erster Ehe?

## Galerie

### Genreszenen bis 1789

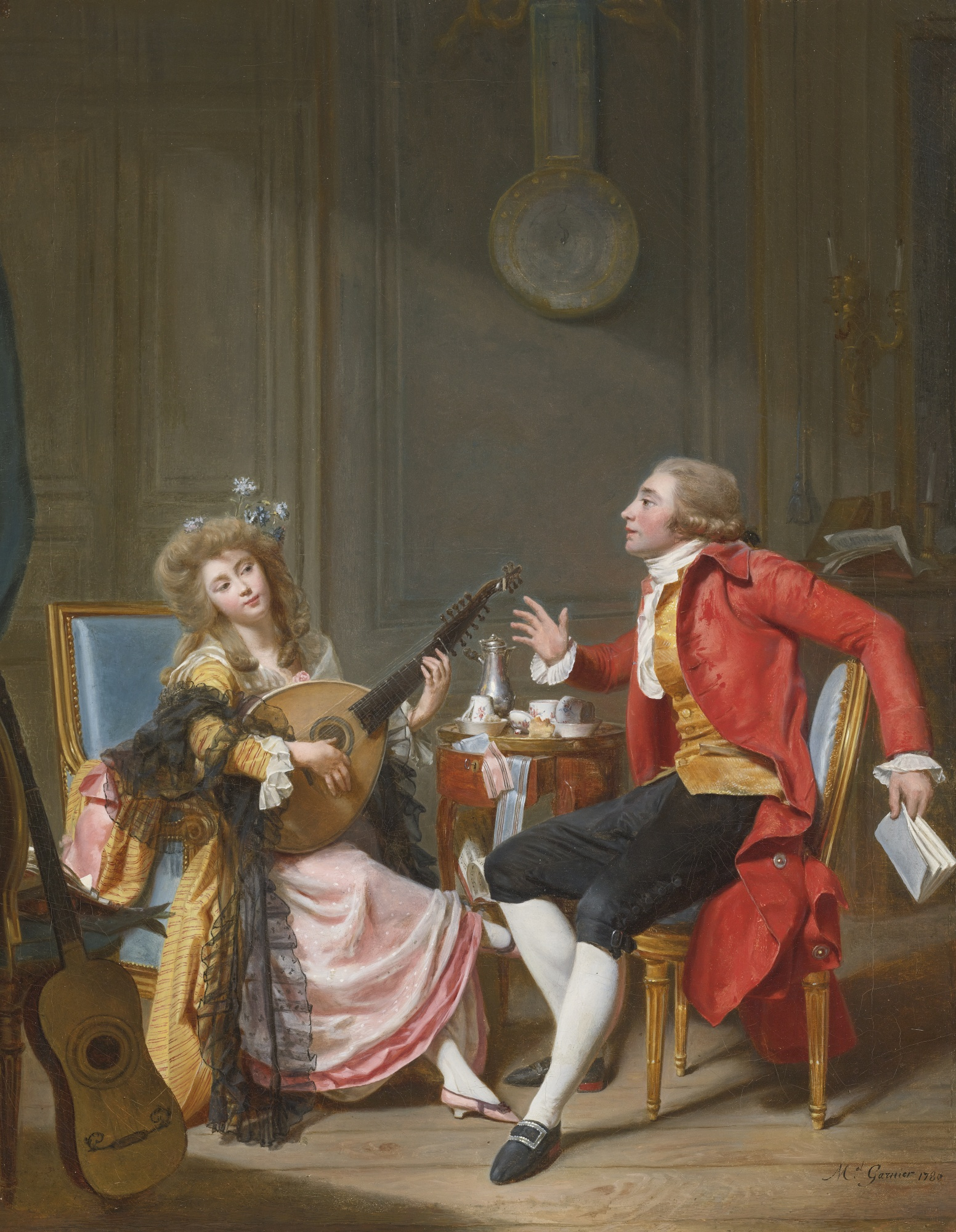
Harmonie, 1786 (Sotheby’s).
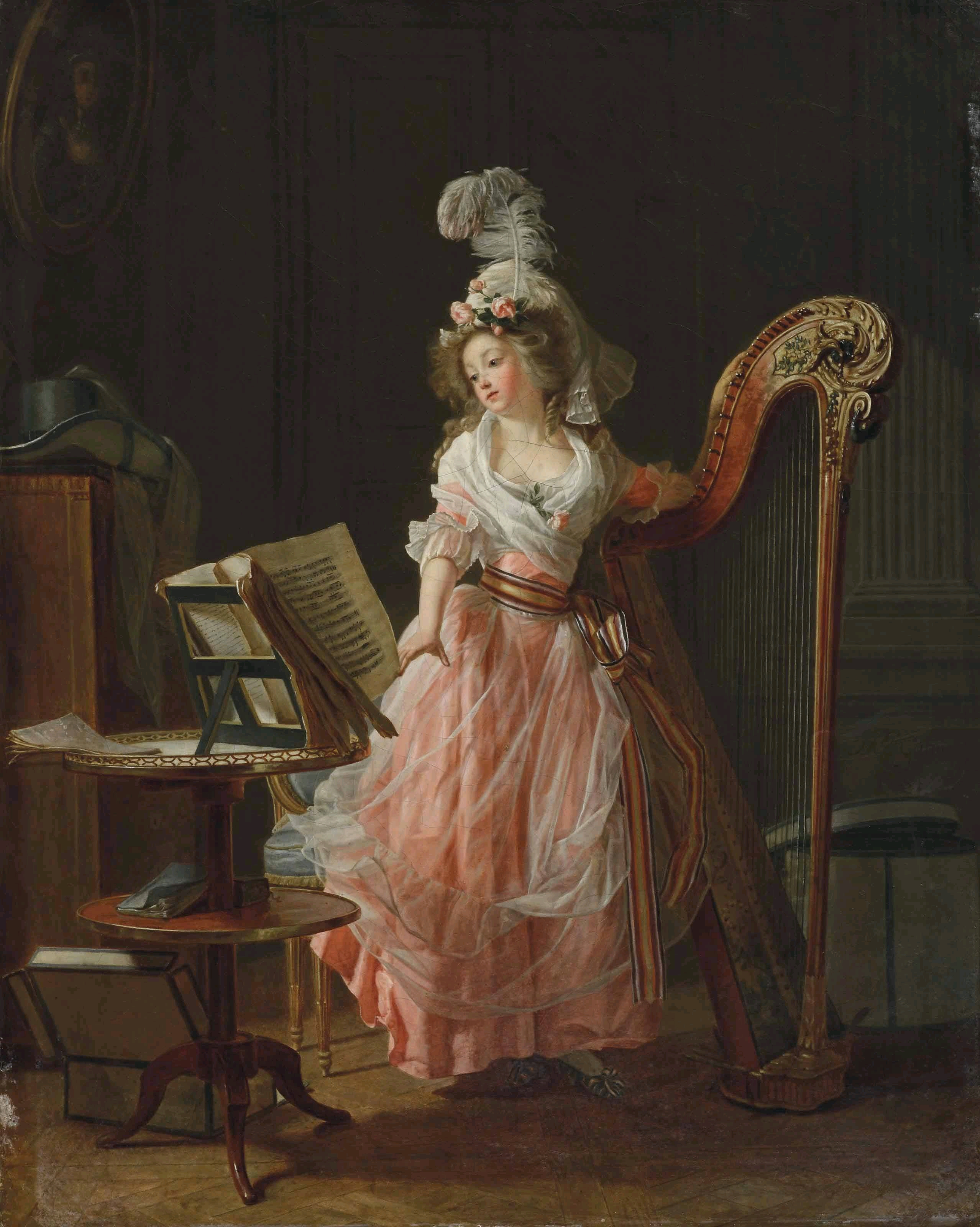
Junge Musikerin, 1788 (Christie’s).
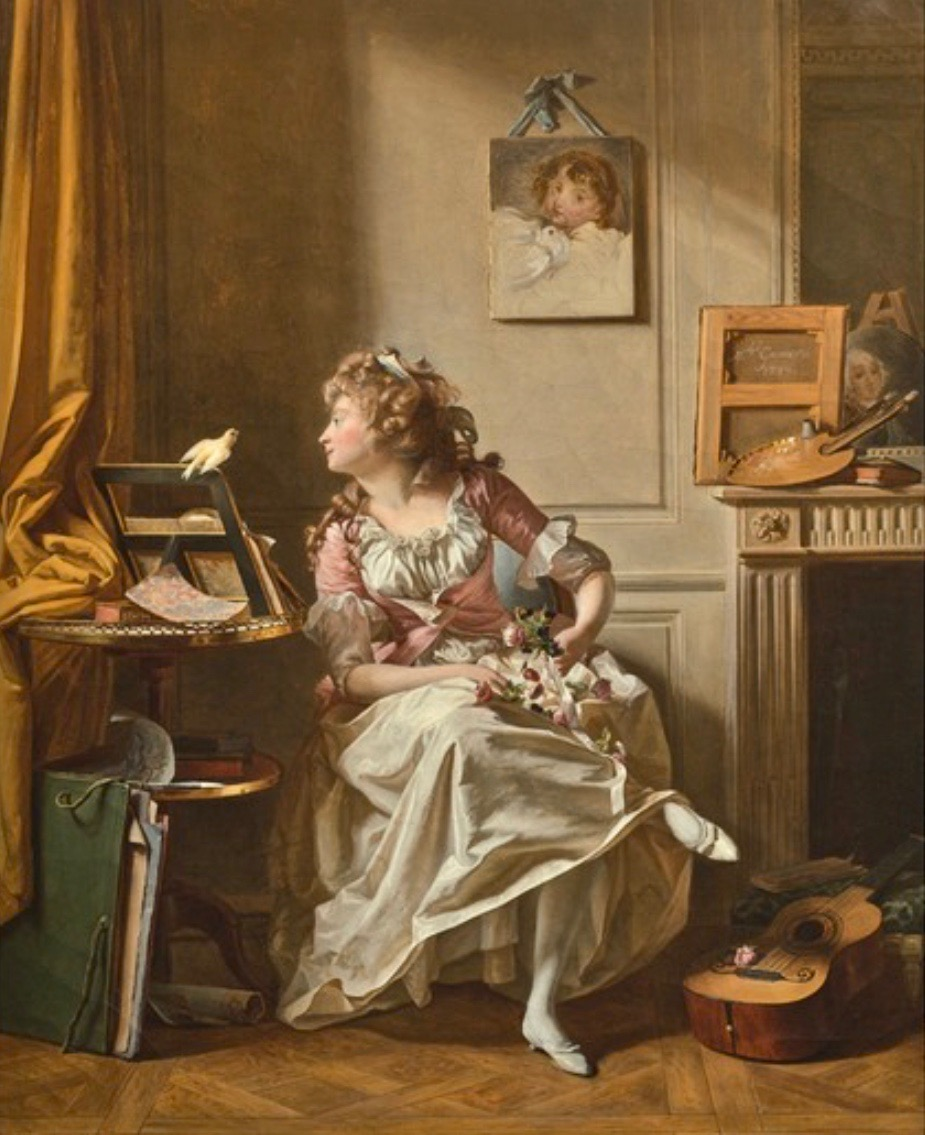
Junge Malerin mit Blumenkranz, 1789 (Privatsammlung).
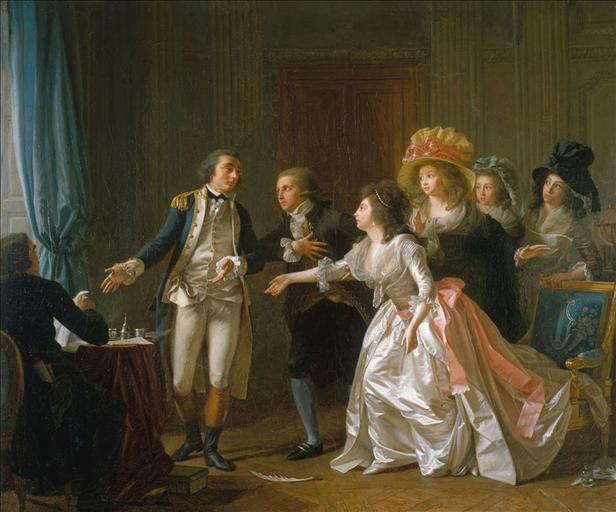
Streit um Ehevertrag, 1789 (Musée Carnavalet, Paris).

### Genreszenen nach 1789

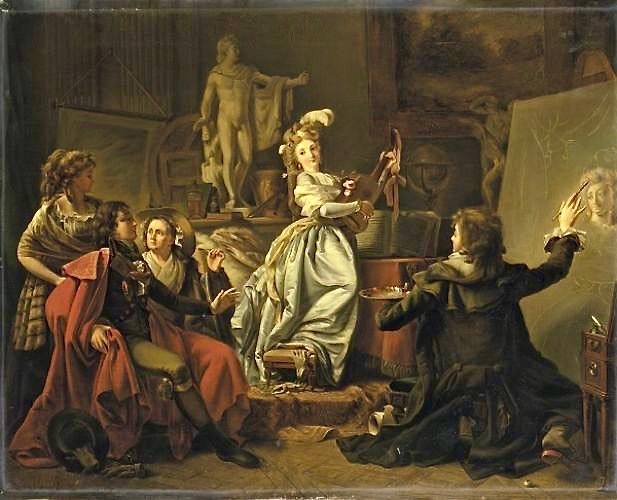
Atelierszene, ca. 1792–1795 (Musée d’art moderne, Saint-Étienne).
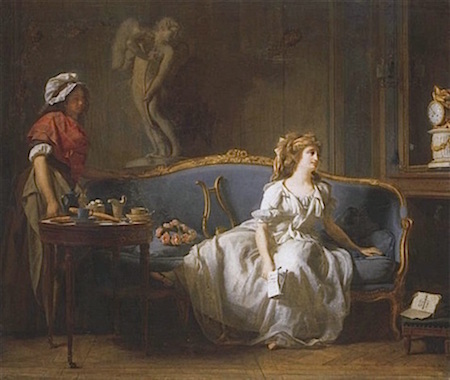
Warten auf den Geliebten, 1793 (Christie’s).
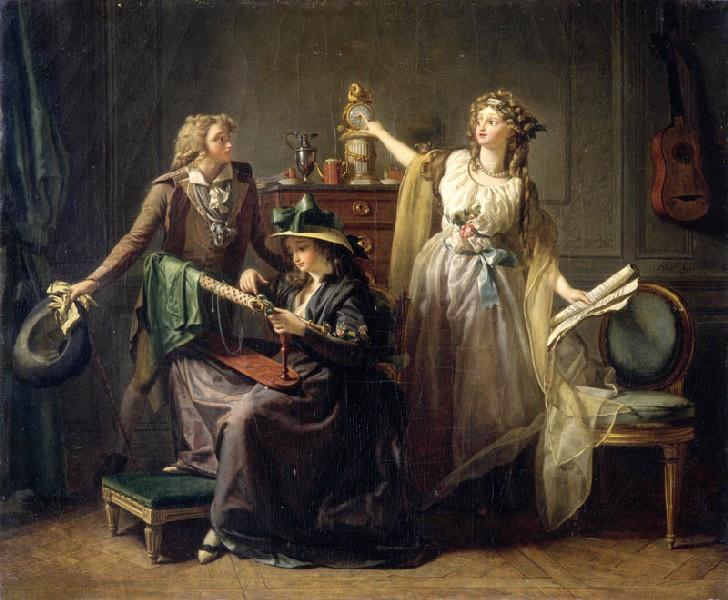
Verspäteter Geliebter, 1794 (Musée des Beaux-Arts, Dijon).
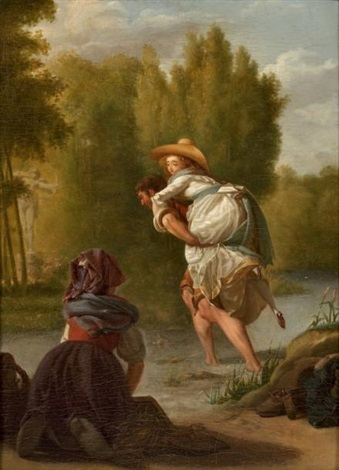
Durchquerung einer Furt, ca. 1795 (Kunsthandel).

### Genreszenen der Jahrhundertwende

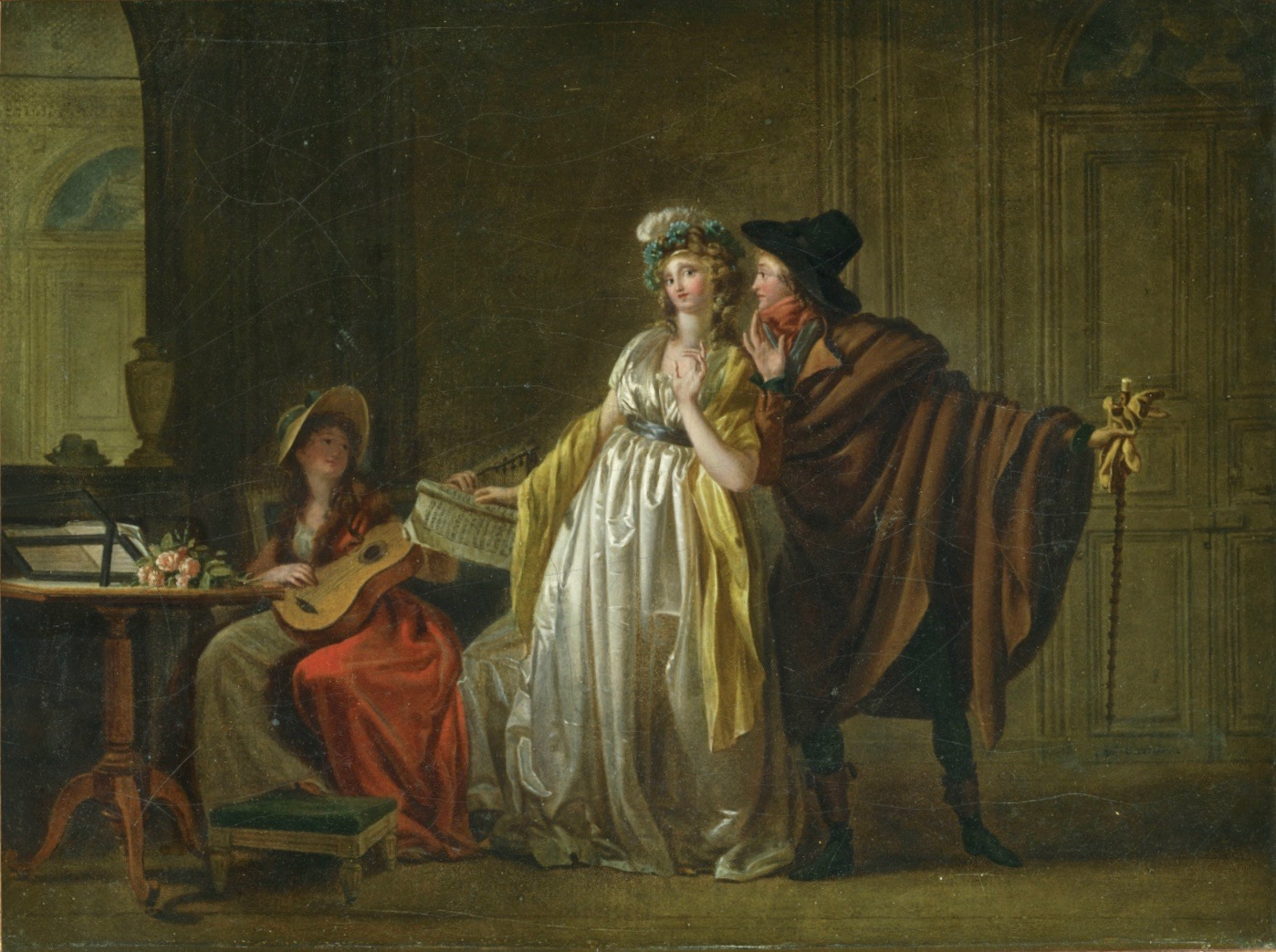
Geflüster, ca. 1798 (Kunsthandel).
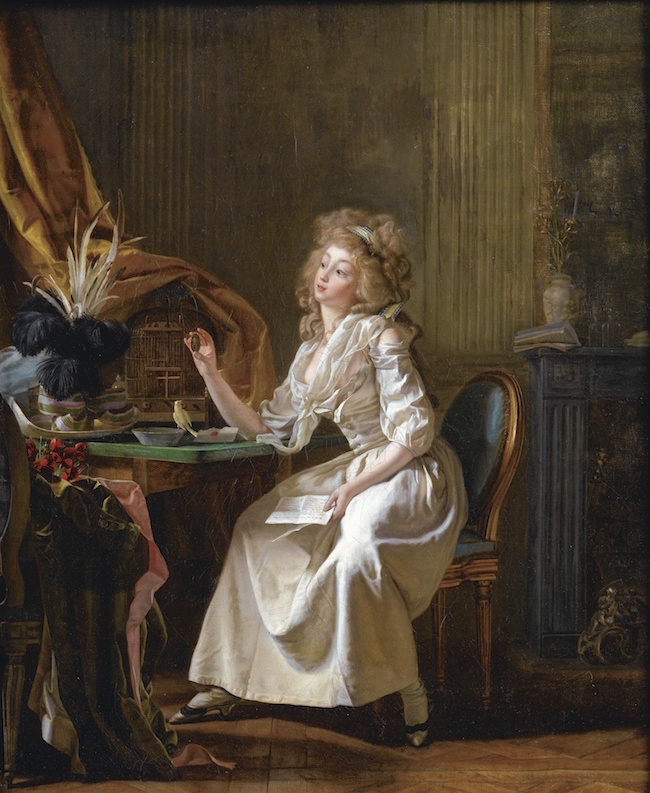
Frau mit Miniaturporträt, ca. 1799 (Sotheby’s).
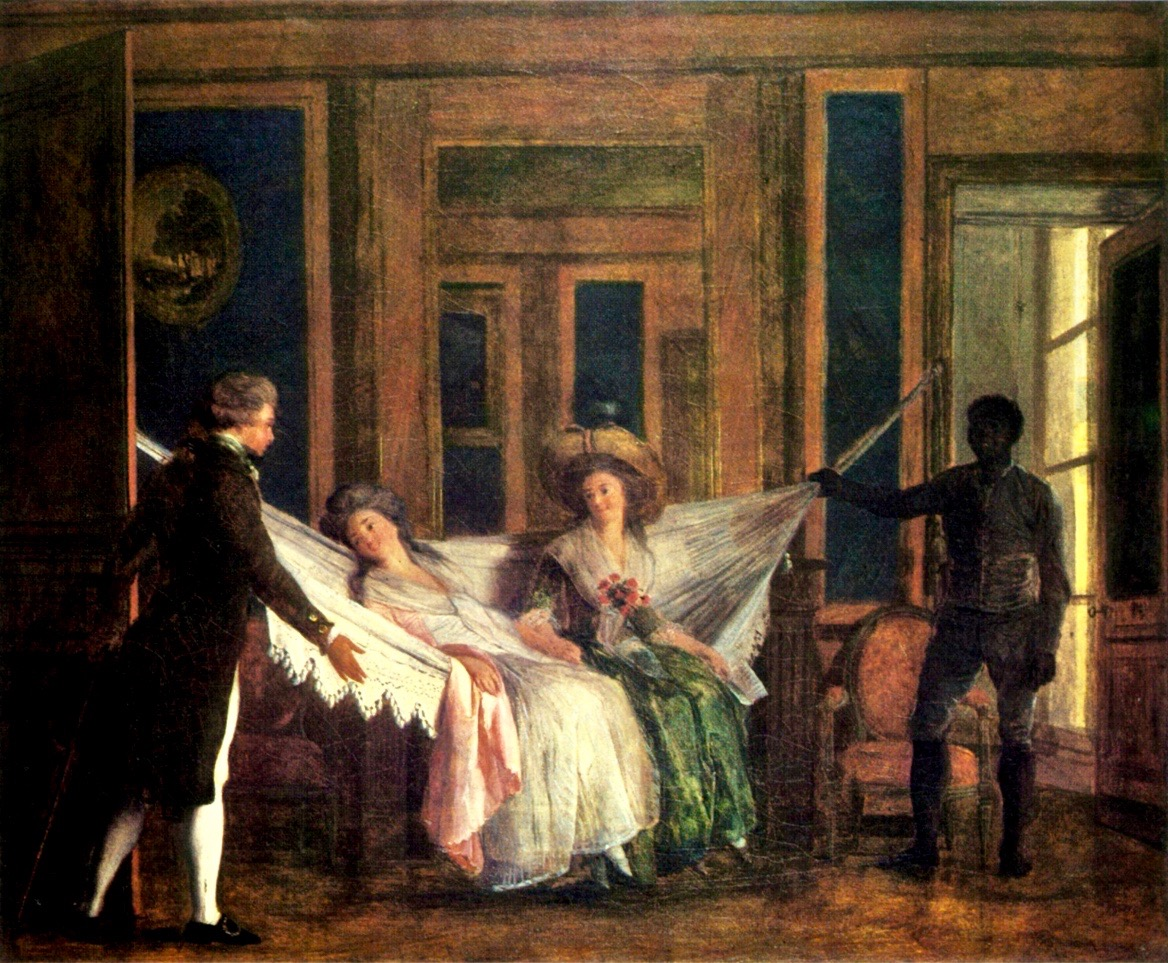
Die Hängematte (Privatsammlung).
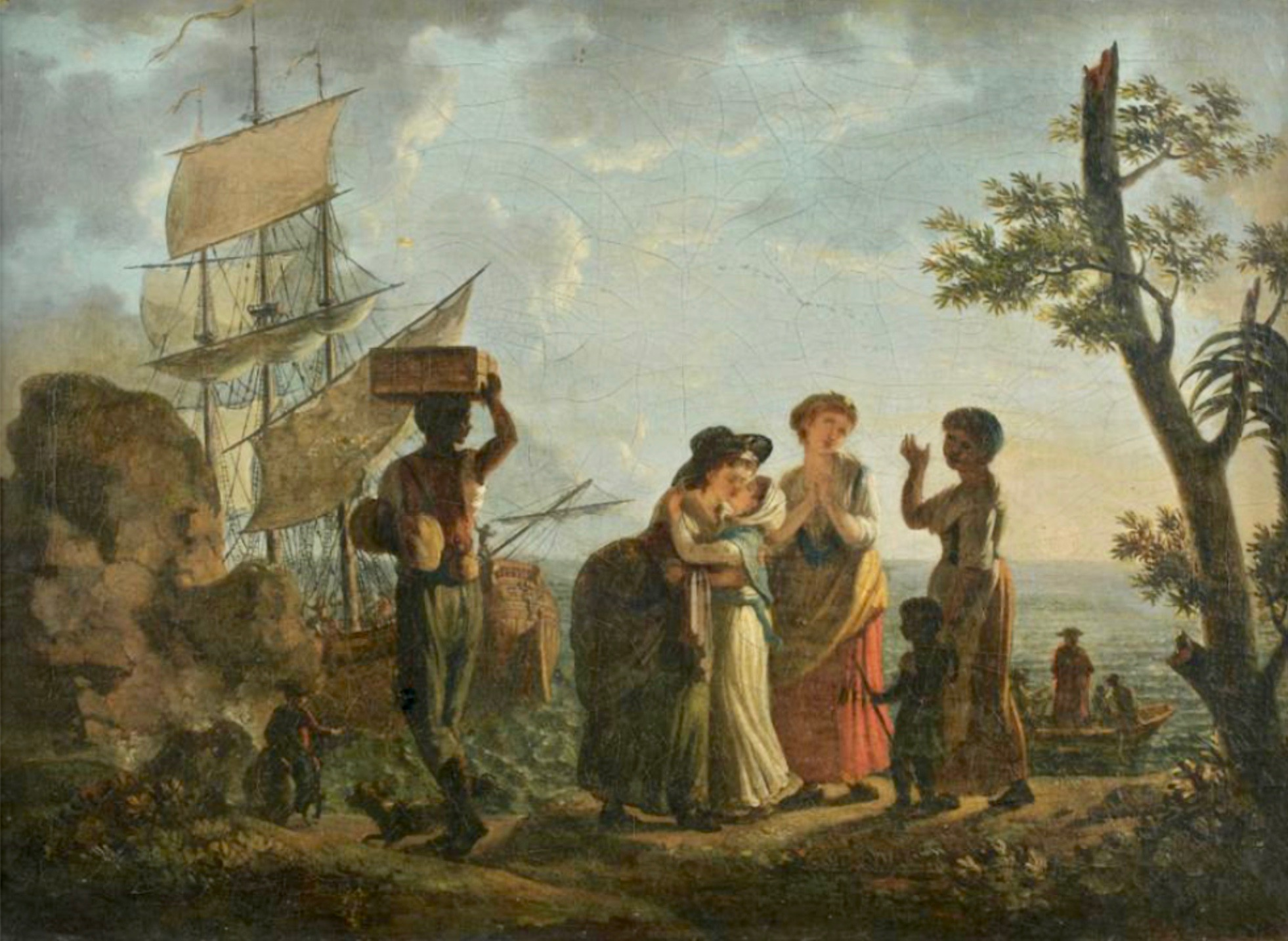
Abschied von den Inseln (Garnier zugeschrieben).

### Porträts

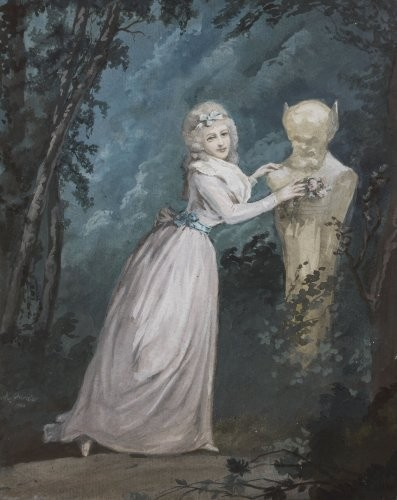
Vermutetes Porträt der Sängerin Dugazon, 1786 (Kunsthandel).
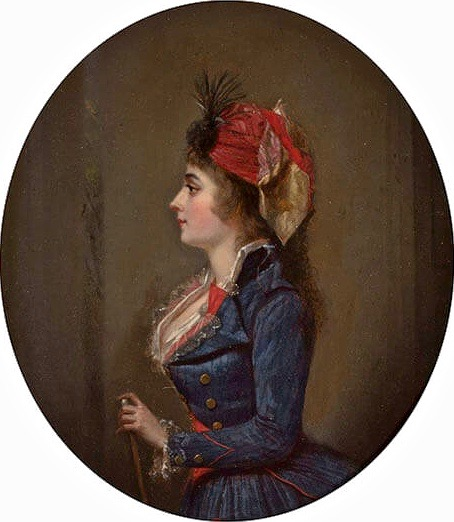
Joséphine de Beauharnais, 1790 (University of Notre Dame, Indiana).
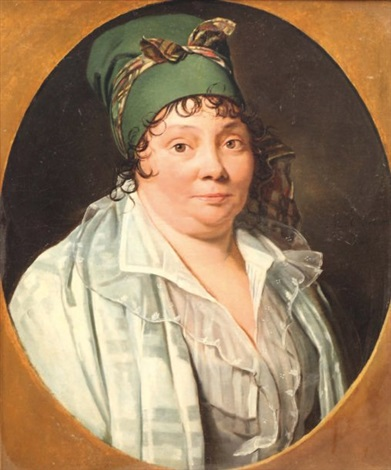
Frau mit grünem Kopftuch, 1806 (Kunsthandel).
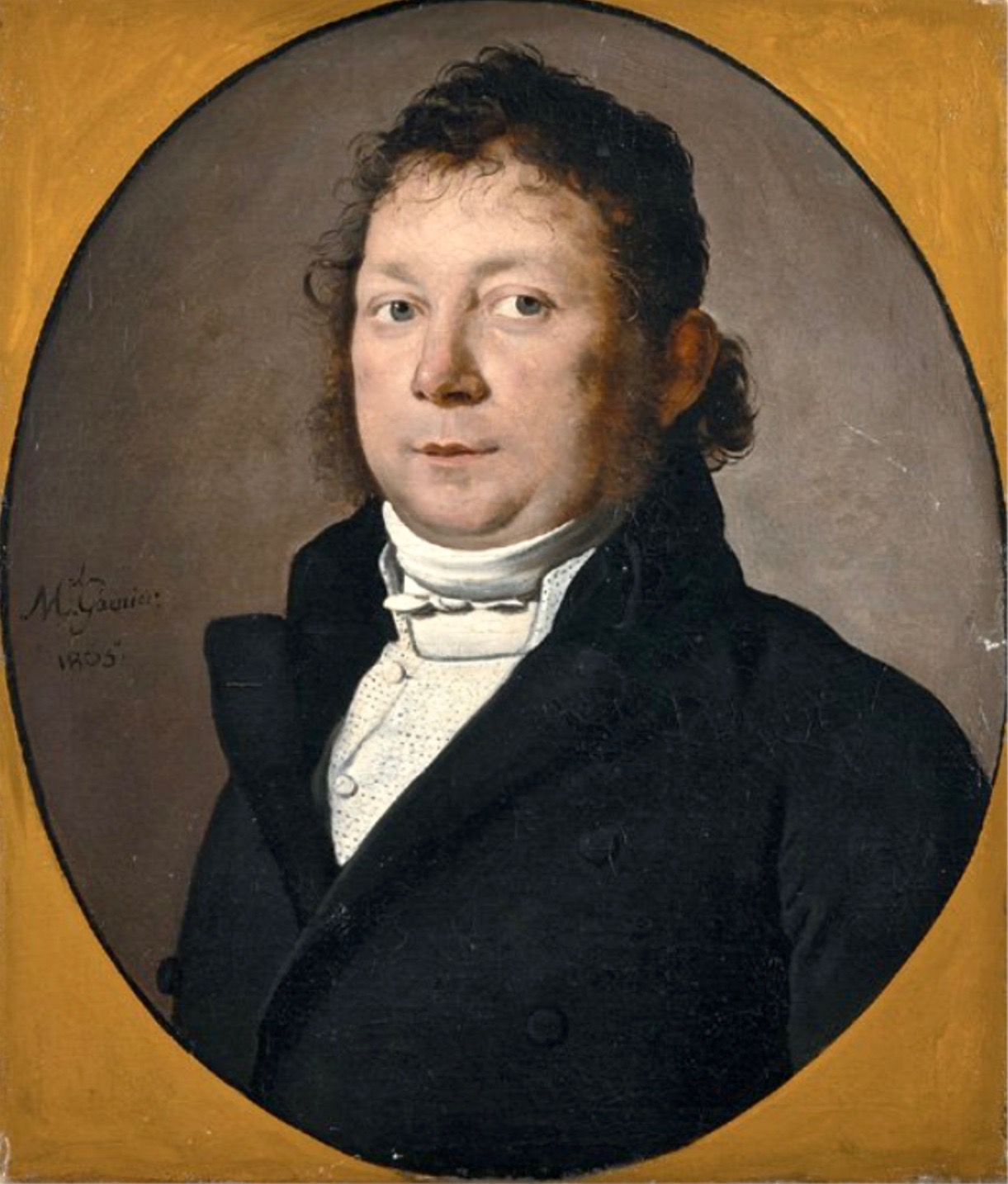
Porträt eines Mannes, 1805 (Garnier zugeschrieben).

### Tropische Nutzpflanzen

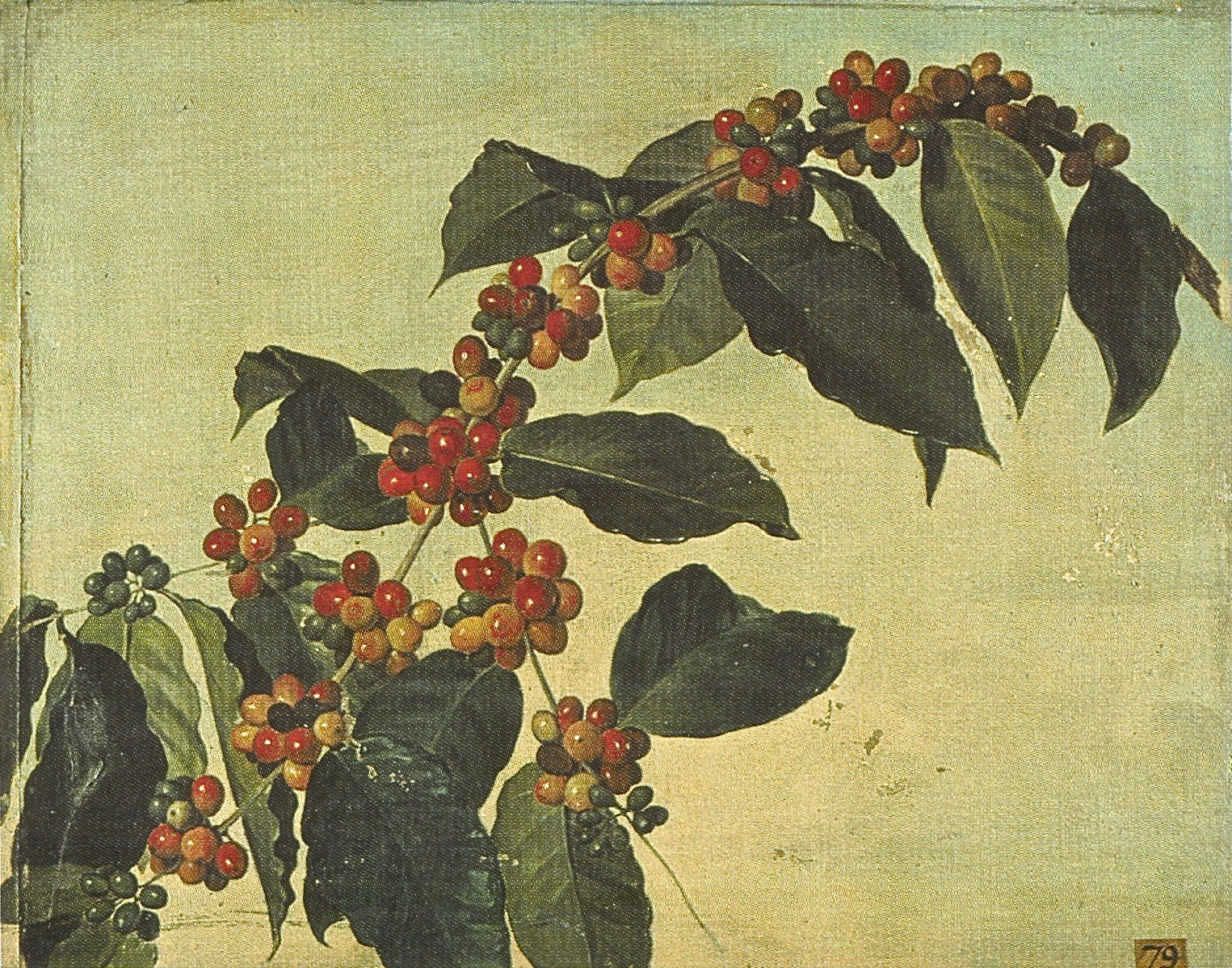
Kaffeestrauch (Muséum d’histoire naturelle).
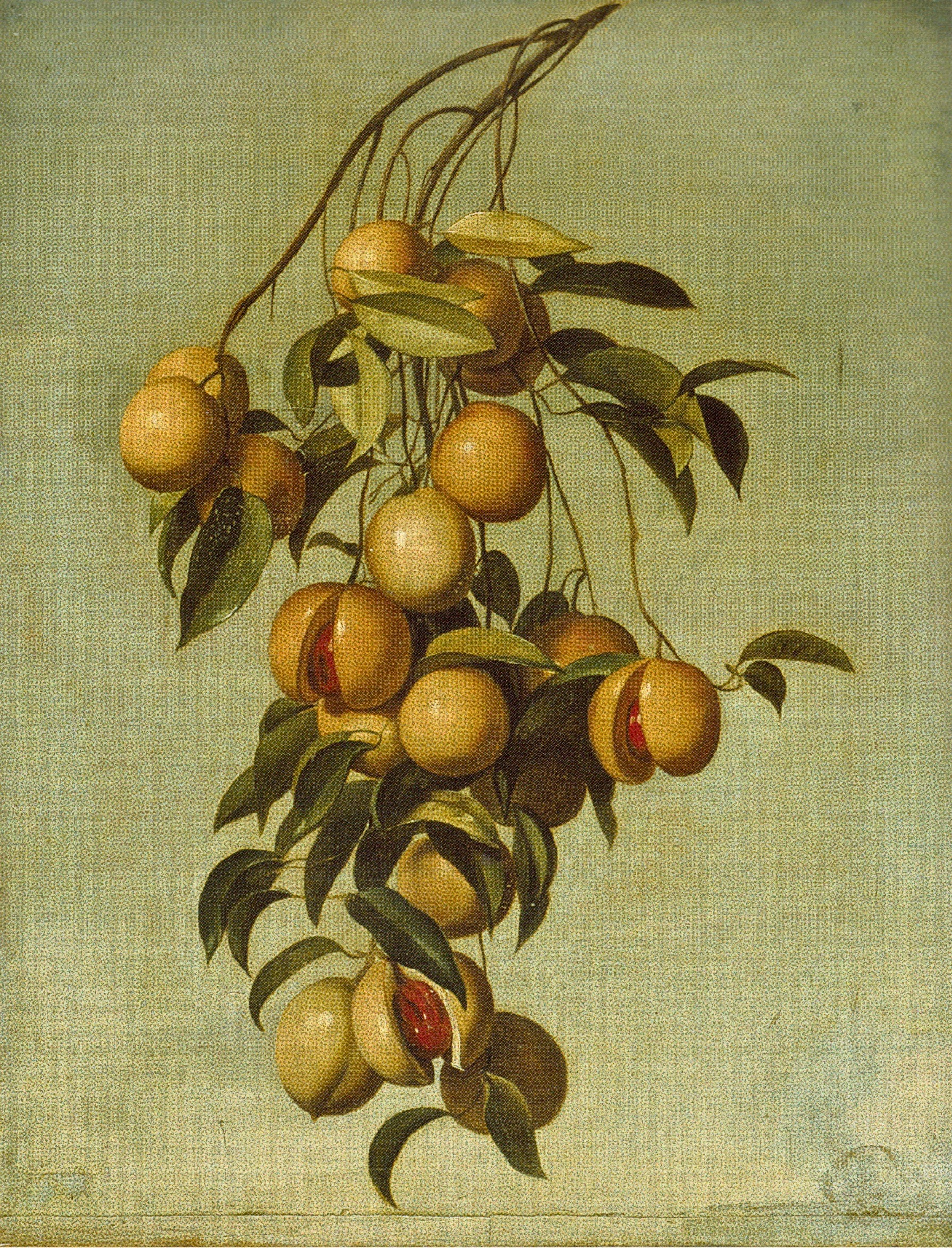
Muskatnussbaum (Muséum d’histoire naturelle).
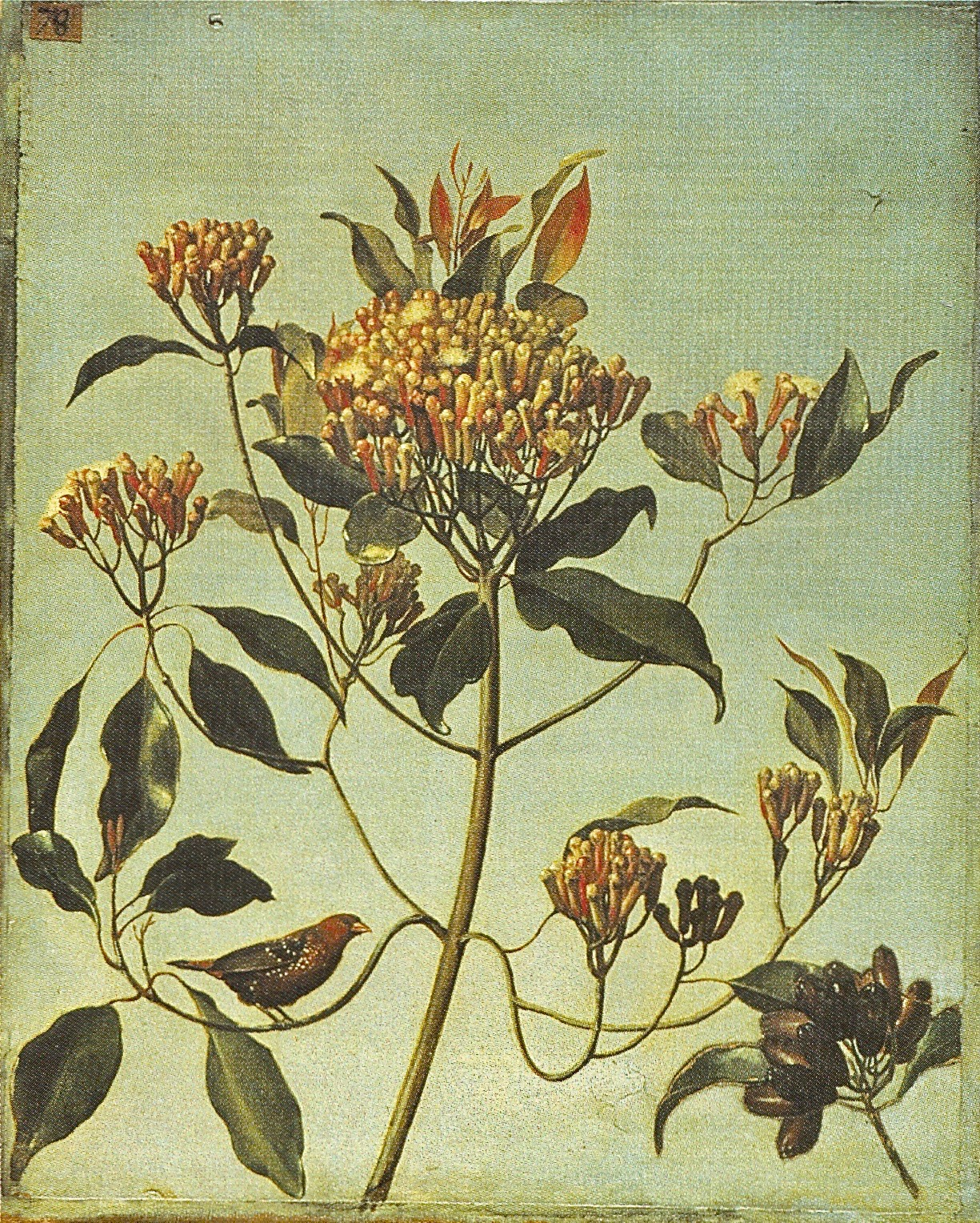
Gewürznelkenbaum (Muséum d’histoire naturelle).